# Louis Ignarro
Louis J. Ignarro (* 31. května 1941) je americký farmaceut a biochemik, nositel Nobelovy ceny za fyziologii a lékařství za rok 1998. Obdržel ji společně s Robertem F. Furchgottem a Feridem Muradem za vyjasnění role oxidu dusnatého jako látky ovlivňující nervový systém hladkého svalstva. Tento výzkum vedl až ke vzniku léku na impotenci sildenafilu, známého pod obchodním názvem Viagra. Jeho akademická dráha je spojena s Tulaneovou univerzitou a Kalifornskou univerzitou v Los Angeles. Pracoval také jako výzkumník ve firmě Ciba-Geigy.